# 2000 FN
2000 FN är en asteroid i huvudbältet som upptäcktes den 25 mars 2000 av den japanska astronomen Takao Kobayashi vid Ōizumi-observatoriet.
Asteroiden har en diameter på ungefär 4 kilometer.